# Mount Hagen
Pour les articles homonymes, voir Mount et Hagen.
Mount Hagen est la quatrième plus grande ville par nombre d'habitants de Papouasie-Nouvelle-Guinée. Elle est située dans la large et fertile vallée Wahgi à l'intérieur des terres à une altitude de 1 677 m. C'est le chef-lieu de la province des Hautes-Terres occidentales et elle tire son nom du mont Hagen un volcan situé à 24 km de là. 

## Histoire

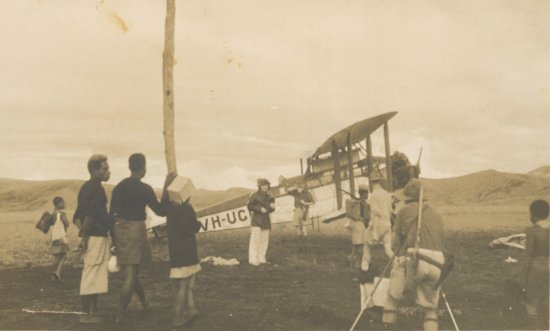
Michael Lahey lors de l'exploration de Mount Hagen

En 1933, Mick Leahy, son frère Dan Leahy et l'officier du gouvernement Jim Taylor effectuèrent une reconnaissance aérienne dans les hautes-terres et découvrirent la vaste et populeuse vallée Wahgi. Peu de temps après ils s'y rendirent à pied accompagnés d'une bonne escorte et devinrent les premiers Occidentaux à entrer en contact avec les tribus habitant ce qui est à présent la ville de Mount Hagen. Cette première colonne de reconnaissance établit une première piste d'atterrissage  à Kelua situé à une courte distance de l'actuel site de Mount Hagen. En 1934 une nouvelle piste fut aménagée, la Mogei drome et un centre urbain se forma peu à peu autour.

## Transport
Mount Hagen possède un aéroport international à Kagamuga, une localité périphérique située à 15 minutes en voiture de la ville, néanmoins les vols venant et partant de Mount Hagen ne sont pas toujours accessibles au public. Cet aéroport sert de point de transit entre l'Australie et les grands centre miniers des hautes-terres, la mine Ok Tedi (via Tabubil) et la mine Porgera Gold dans la province d'Enga.
Mount Hagen est aussi connectée par voie de terre aux cités portuaires de Lae et Madang via la Highlands highway, cette artère, la plus importante du pays est asphaltée mais son état général est assez mauvais, les autres voies de communication desservant depuis Mount Hagen le reste de la province ne sont généralement que des pistes de terre.

## Culture

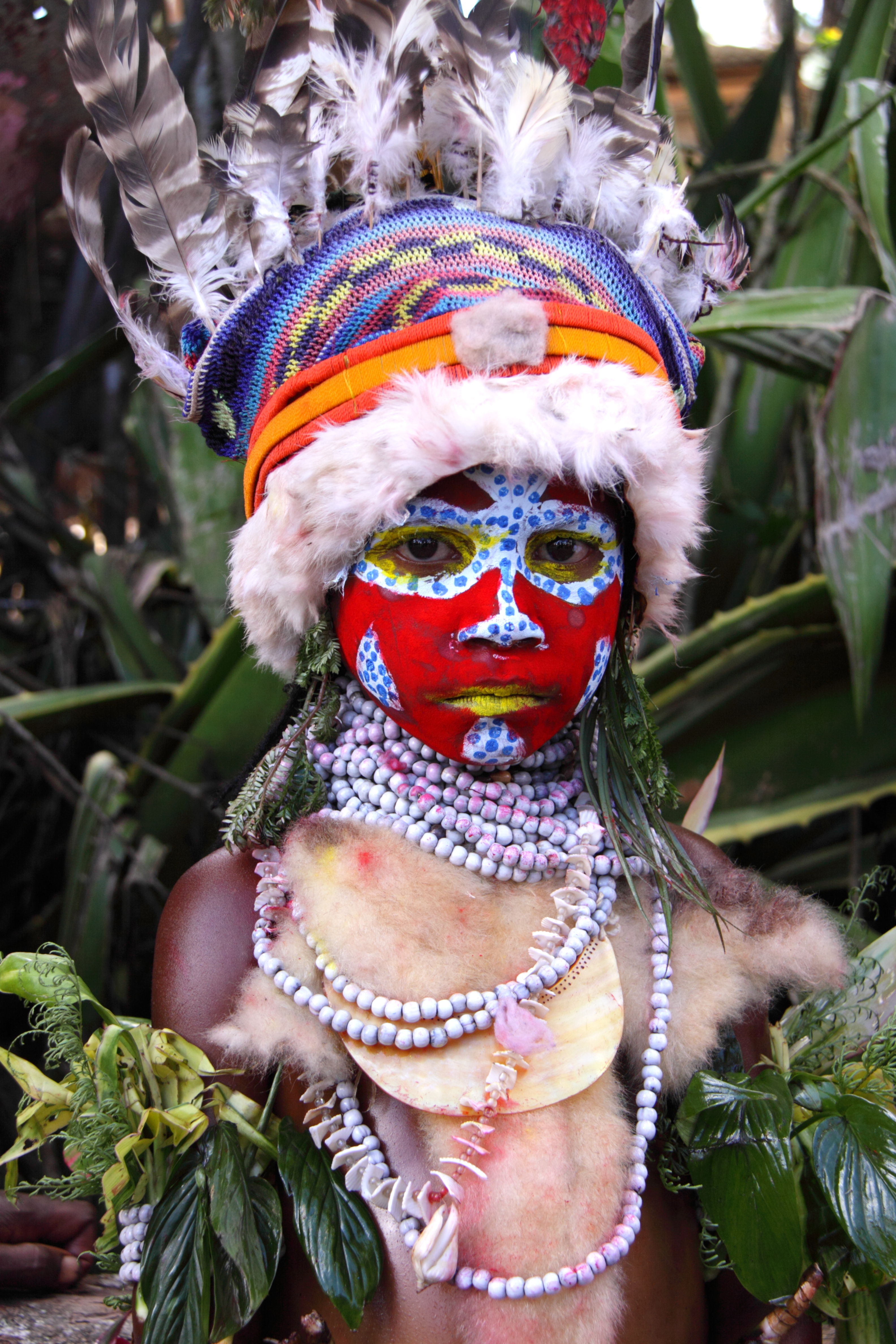
Déguisement pendant le Mount Hagen Cultural Show. Aout 2019.

Le festival annuel du Mount Hagen Cultural Show est un des plus importants événements culturels de Nouvelle-Guinée.
Quelques dérives ont encore eu lieu en 2009 et 2013 : crémation de sorcières.

## Jumelage
- Orange, Australie depuis 1985